# Бамматов, Бурган Гамидович
Бурга́н Гами́дович Бамма́тов (кум. Бургъан Бамматлы; 8 марта 1926, с. Атланаул, Буйнакский район, Дагестанская АССР, СССР — 8 января 2014) — общественный деятель Дагестана, учёный-филолог, составитель и ответственный редактор современного русско-кумыкского словаря.

## Биография
Родился  8 марта 1926 года в селе Атланаул Буйнакского района. Работал на партийно-государственной работе, с 1978 года по 1982 был редактором республиканской газеты «Ёлдаш», с 1982 года научный сотрудник ИЯЛИ ДНЦ РАН, один из авторов и составителей «Русско-кумыкского словаря» (47 тыс. слов), изданного в 1997 г.

## Публикации
- Русско-кумыкский терминологический словарь. — Махачкала, 1997.
- Орфографический словарь кумыкского языка (30 тыс. слов). — Махачкала, 2005.
- Толковый словарь кумыкских пословиц и поговорок. — Махачкала, 2012.
- Кумыкско-русский словарь. — Махачкала, 2013.